# 萧寒 (1926年)
萧寒（1926年12月—2019年10月26日），男，河北馆陶人，中华人民共和国政治人物、中华人民共和国煤炭工业部部长。

## 生平
萧寒1940年5月加入中国共产党。1942年，参加抗日战争，担任中共馆陶县委工作。1948年，升任中共邯郸地委青委副书记、书记。1955年，担任中共邯郸市委副书记。1957年，兼任市计委主任、书记处书记，邯郸钢铁厂长。1964年，担任开滦煤矿书记。1975年，改中华人民共和国煤炭工业部副部长。1977年，担任部长。1979年，改任国家经委副主任。1983年，任山西能源基地规划办公室主任、神华集团董事长。